# Albion CX22S
L'Albion CX22S era un trattore pesante d'artiglieria utilizzato dal British Army durante la seconda guerra mondiale.
Questo veicolo venne progettato e prodotto dalla Albion Motors alla fine del 1943. Con la produzione di questo veicolo si voleva aumentare la disponibilità di trattori pesanti d'artiglieria, perché la produzione dello Scammell Pioneer non riusciva a soddisfare le necessità. Il CX22S venne utilizzato nell'esercito britannico per il traino del cannone da 155 mm Long Tom, di produzione statunitense, e l'obice da 7.2-inch.
Il veicolo era stato realizzato utilizzando come base di partenza il camion da 10 ton CX23N. La trazione era 6 x 4 ed era potenziato da un motore sei cilindri in linea diesel che erogava 100 hp (75 kW). La trasmissione era a quattro marce e disponeva di una trasmissione aggiuntiva che forniva altre due marce. La cabina, che disponeva di sedili a panca, poteva ospitare nella parte anteriore tre persone mentre in quella posteriore potevano sedere quattro persone. Inoltre erano presenti due sedili ripiegabili ed era disponibile spazio per lo stivaggio degli attrezzi, degli equipaggiamenti e delle munizioni. Inoltre il veicolo era dotato di un perno verticale collegato ad un verricello da 8 ton (8,1 t), prodotto dalla Scammell, e che veniva utilizzato per movimentare i pezzi di artiglieria. Ne furono costruiti 532 esemplari tra il novembre del 1943 e il giugno del 1945.